# Acteocina parviplica
Acteocina parviplica is een slakkensoort uit de familie van de Tornatinidae. De wetenschappelijke naam van de soort is voor het eerst geldig gepubliceerd in 1894 door Dall.